# Isaac Nortey
Isaac Teitei Nortey (* 8. Juli 1999 in Accra) ist ein ghanaischer Tennisspieler.

## Persönliches
Isaac Nortey wurde als Sohn eines Fischers in der ghanaischen Hauptstadt geboren. Nach dem frühen Tod seiner Mutter begann er im Alter von sieben Jahren mit dem Tennisspielen. Um sich Geld zu verdienen, arbeitete er als Ballkind für Touristen. 2013 zog er in die USA, wo er an der Galindo Tennis International Academy in Lakeland, Florida aufgenommen wurde. Dort kombinierte er intensives Training mit der Tätigkeit als Tennistrainer für andere.

## Karriere
Auf der ITF Junior Tour war Nortey kaum aktiv. Seine höchste Platzierung erreichte er mit Rang 779 in der Junioren-Rangliste.
2018 begann Nortey ein Studium an der University of Nebraska-Lincoln. Nach einem Jahr wechselte er an die University of Nevada, Reno, wo er bis 2021 im College Tennis aktiv war.
Nortey startete 2022 seine Profikarriere und sammelte bei Turnieren der ITF Future Tour erste Erfahrungen. In seinem Debütjahr erspielte er sich die ersten Punkte für die Tennisweltrangliste im Doppel. Insgesamt erreichte er auf Future-Niveau 13 Mal ein Halbfinale und stand zweimal in einem Finale, das er jedoch jeweils verlor.
Im Einzel konnte Nortey zweimal die Auftaktrunde überwinden und sich so auch im Einzel ein Weltranglistenranking sichern. Sein bisher einziges Turnier auf der höherdotierten ATP Challenger Tour bestritt er 2024 in Brazzaville, wo er im Doppel seinen ersten Sieg auf diesem Niveau feierte. Mit Rang 717 erreichte er kurz darauf sein Karrierehoch.
Nortey repräsentiert seit 2018 die ghanaische Davis-Cup-Mannschaft nach einer dreijährigen Unterbrechung, in der das Land kein Team gestellt hatte. Seine Bilanz aus 15 Begegnungen liegt bei 16:8.